# Ostrolovský Újezd (přírodní památka)
Ostrolovský Újezd je přírodní památka v okrese České Budějovice. Nachází se v Novohradském podhůří, jeden kilometr západně od obce Ostrolovský Újezd. Zahrnuje lesní údolí pravostranného přítoku Stropnice. Důvodem ochrany je bohatá lokalita s výskytem bledule jarní (Leucojum vernum).